# Manuel Gurpegui Fernández de Legaria
Manuel Gurpegui Fernández de Legaria (Andosilla, Navarra, 11 de julio de 1951) es un médico español, psiquiatra, investigador y catedrático de psiquiatría de la Universidad de Granada galardonado en 2020 por la Sociedad Española de Psiquiatría con el Premio a la Trayectoria Profesional en Psiquiatría. su campo de especialización se centra en trabajos e investigaciones relacionados entre otros con la depresión y el estrés oxidativo, o los efectos de sustancias como la nicotina y la cafeína en pacientes con esquizofrenia. 

## Biografía
Nacido en la localidad navarra de Andosilla, en 1974 se licenciado en la Facultad de Medicina de la Universidad de Navarra, desde el 21 de febrero de 2010, ocupa el puesto de Catedrático y Director del Departamento de Psiquiatría de la Universidad de Granada.
La carrera del Manuel Gurpegui, está enfocada tanto en la docencia como en la investigación. Autor de numerosas publicaciones científicas, tesis doctorales, libros y otras muchas publicaciones en las que participa como coautor.Actualmente desarrolla su faceta de investigador, como director del grupo de investigación CTS-549 de la Universidad de Granada.
Es miembro de la Real Academia de Medicina de Andalucía Oriental - RAMAO —que abarca las provincias de Almería, Granada, Jaén y Málaga, junto con Ceuta y Melilla— (desde septiembre de 2024).

## Áreas de investigación

#### Depresión
Los trabajos liderados por el equipo de investigación CTS-549 de la Universidad de Granada en 2015, sobre la depresión, demostraron científicamente, por primera vez, que la depresión no solo es una enfermedad mental, sino que además propicia otros importantes y graves efectos en el organismo, como por ejemplo alteraciones en el estrés oxidativo. Se concluye que la depresión no es una enfermedad aislada en sí sino que, por el contrario, se puede catalogar como enfermedad sistémica, ya que involucra a todo el organismo.

#### Tabaquismo, cafeína y su relación con la esquizofrenia
Estudios como "Nicotine dependence and symptoms in schizophrenia" abordan la hipótesis que relaciona los altos niveles de tabaquismo o dependencia de la nicotina, con formas graves de esquizofrenia. La relación entre altas tasas de tabaquismo y la esquizofrenia es mayor en esta enfermedad que en otras enfermedades mentales graves, observándose esta incidencia a nivel mundial. 
Igualmente, en el estudio "Caffeine Intake in Outpatients With Schizophrenia" se establece que el consumo elevado de cafeína y el tabaquismo esta directamente relacionados, y que el consumo de estas sustancias es más alto en pacientes con esquizofrenia.

#### Drogas y enfermedades mentales
Las drogas y su relación con las enfermedades mentales son otra área de especial interés. En el estudio sobre la psicosis inducida por el cannabis "Cannabis-induced psychosis: a cross-sectional comparison with acute schizophrenia"  se aborda la relación entre el consumo continuado de cannabis y su influencia en el trastorno psicótico y la esquizofrenia aguda.

## Obras y publicaciones
De entre las numerosas publicaciones se detallan las más relevantes:
- Guía de fármacos en Psiquiatría. Barcelona: Editorial Doyma, 2006 - ISBN 84-7592-819-6.[14]

Ha colaborado en otras obras como:
- Ansiolíticos e hipnóticos. Palomo T, Jiménez-Arriero MA, eds. Manual de Psiquiatría. Madrid: ENE Life Publicidad, 2009; pp. 717-726. ISBN 9788469185698
- Neuroquímica psiquiátrica. Cervilla J, García-Ribera C, eds. Fundamentos biológicos en psiquiatría, MASSON, 1999. ISBN 9788445809013
- Ritmos biológicos y sus implicaciones psiquiátricas. Vallejo J, Leal C, dirs. Tratado de Psiquiatría, ed 2. Barcelona: Ars Medica, 2010; pp. 357-370. ISBN 849751479
- Trastorno obsesivo-compulsivo. Alarcón RD, Berlanga C, eds. Texto de Psiquiatría, ed 4. Oficina Panamericana de la Salud, 2017 (en prensa).
- Exploración y evaluación básica del daño psíquico. Hernández C, Valoración médica del daño corporal: guía práctica para la exploración y evaluación de lesionados MASSON, 2ª edición, 2001. ISBN 9788445810705

En lo referente a artículos:
- Temperament traits and remission of depression:[15] A naturalistic six-month longitudinal study. Journal of Affective Disorders 2019; 243:494-502. – doi 10.1016/j.jad.2018.09.041. Gurpegui D, Ortuño F, Gurpegui M.
- Temporal sequencing of nicotine dependence and major depressive disorder:[16] a U.S. national study Psychiatry Research 2017; 250:264-269. – doi 10.1016/j.psychres.2017.01.087. Martínez-Ortega JM, Franco S, Rodríguez-Fernández JM, Gutiérrez-Rojas L, Wang S, Gurpegui M
- Factores asociados a malestar psicológico[17] o trastornos mentales comunes en poblaciones migrantes a lo largo del mundo. / Factors associated with psychological distress or common mental disorders in migrant populations across the world. Revista de Psiquiatría y Salud Mental 2017; 10:45-58. – doi 10.1016/j.rpsm.2016.04.004. Jurado D, Alarcón RD, Martínez-Ortega JM, Mendieta-Marichal Y, Gutiérrez-Rojas L, Gurpegui M.
- Oxidative stress and antioxidant parameters in patients with major depressive disorder and after antidepressant treatment: results from a meta-analysis.[10] Journal of Clinical Psychiatry 2015; 76:1658-1667. doi dx.doi.org/10.4088/JCP.14r09179 . Jiménez-Fernández S, Gurpegui M, Díaz-Atienza F, Pérez-Costillas L, Gerstenberg M, Correll CU.